# Pierre Louis Prieur

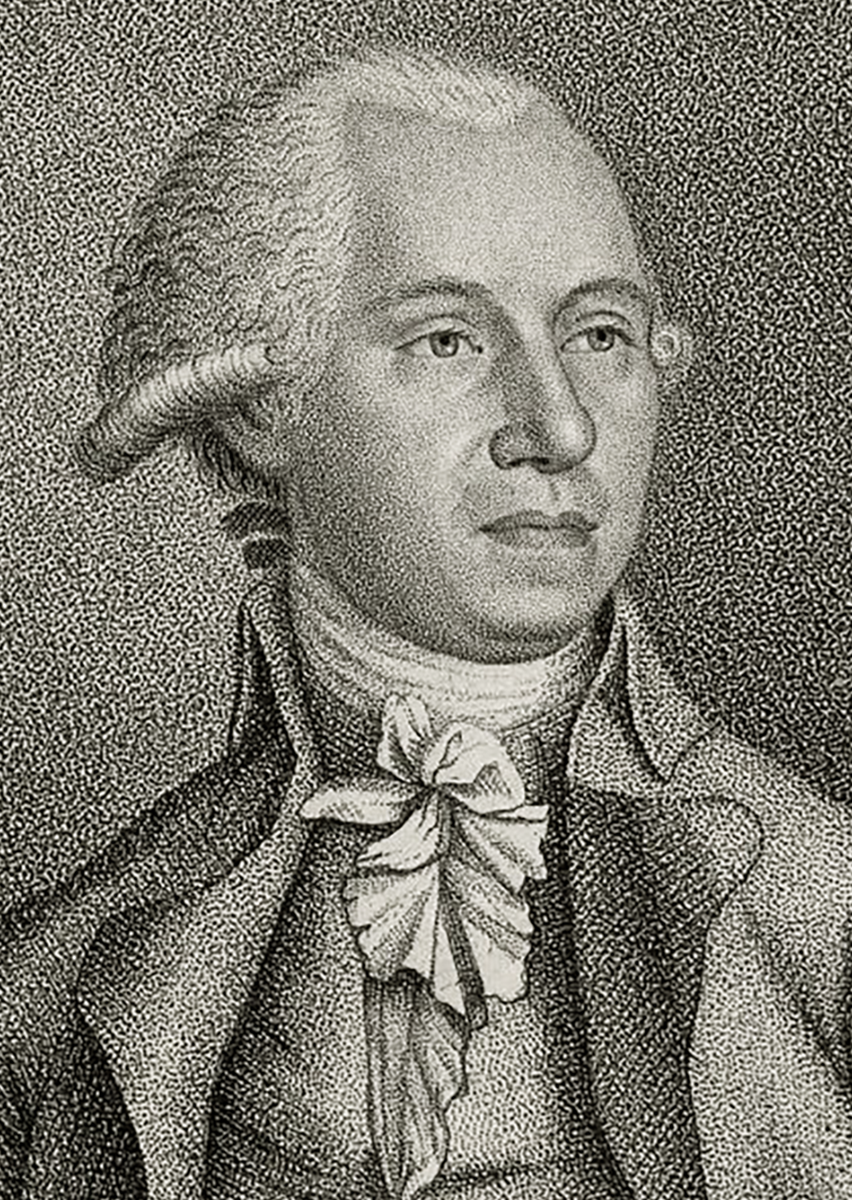
Pierre Louis Prieur

Pierre Louis Prieur (* 1. August 1756 in Sommesous (heute Département Marne in der Region Grand Est); † 31. Mai 1827 in Brüssel) war ein Politiker während der Französischen Revolution. Um eine Verwechslung mit dem Politiker Claude-Antoine Prieur de la Côte-d’Or zu vermeiden, wurde er Prieur de la Marne genannt.

## Leben
Pierre Louis Prieur studierte die Rechte und praktizierte als Anwalt in Châlons-sur-Marne. Der Dritte Stand von Châlons-sur-Marne wählte ihn im Frühjahr 1789 zum Abgeordneten der Generalstände (États généraux). Er wirkte in der Konstituante an der Reform der Rechtsprechung mit und forderte energische Maßnahmen gegen emigrierte Feinde der Revolution. Seine scharfen Attacken auf das Ancien Régime brachten ihm den Spitznamen „Crieur de la Marne“ ein. 1791 wurde er Vizepräsident des Strafgerichts von Paris.
Prieur wurde im September 1792 von seinem Heimatdepartement in den Nationalkonvent gewählt. Dort schloss er sich den Abgeordneten der Bergpartei an. Der Nationalkonvent entsandte ihn als Kommissar zur Nordarmee in die Normandie, wo er Vergeltungsmaßnahmen gegen die Föderalisten anordnete. Im Januar 1793 kehrte Prieur nach Paris zurück, um für den Tod Ludwigs XVI. zu stimmen. Im Februar 1793 initiierte er das Dekret zur Aushebung von 300.000 Mann, welches den Aufstand der Vendée auslöste. Pierre Louis Prieur trat am 26. März 1793 in den Verteidigungsausschuss und am 10. Juli 1793 in den Wohlfahrtsausschuss ein. Er unterstützte Robespierre und zeichnete mit Jeanbon St. André für die Marine verantwortlich. Als Repräsentant in Mission errichtete er in den Départements Nord, Ardennes, Moselle, am Rhein und in der Bretagne die Schreckensherrschaft der Jakobiner, die erst mit dem Sturz Robespierres am 9. Thermidor II (27. Juli 1794) endete.
Nach diesem Umsturz stellte sich Prieur de la Marne den neuen Machthabern entgegen. Er beteiligte sich vom 20. bis 23. Mai 1795 am Prairialaufstand. Der drohenden Verhaftung entkam er nur, indem er sich an einem nicht bekannt gewordenen Ort versteckte. Aufgrund der im Oktober 1795 erlassenen Amnestie des Direktoriums konnte er nach Paris zurückkehren, wo er wieder als Anwalt arbeitete. Erst im Sommer 1799 trat Prieur als eines der aktivsten Mitglieder des patriotisch gesinnten Manegeklubs erneut in die politische Öffentlichkeit. Der Manegeklub betrachtete sich als Nachfolger des Jakobinerklubs und tagte für kurze Zeit in einer ehemaligen Reiterhalle, die vormalige politische Bedeutung erlangte er jedoch nicht zurück.
Nach dem Staatsstreich des 18. Brumaire VIII (9./10. November 1799) beendete Prieur seine politische Laufbahn. In der Zeit des Konsulats und des Ersten Kaiserreichs beteiligte er sich nicht an öffentlichen Angelegenheiten.
Pierre Louis Prieur wurde 1816 von den Bourbonen als Königsmörder aus Frankreich verwiesen. Er emigrierte nach Brüssel und verstarb dort am 31. Mai 1827.